# あなたの歌謡リクエスト
『あなたの歌謡リクエスト』（あなたのかようリクエスト）は、2014年10月10日から2017年3月31日までBSフジで放送されていた歌謡番組である。
『昭和歌謡パレード』へとリニューアルが行われた。

## 概要
視聴者からのリクエストがあった曲をゲスト歌手たちが歌唱していた番組。高齢者をターゲットにしており、曲のジャンルを演歌と歌謡曲に絞っていた。
番組は視聴者ひとりひとりの想いのこもったリクエストが来ることを重視し、インターネット全盛の時代にあっても敢えて電子メールやファックスや電話によるリクエストを受け付けず、手紙もしくはハガキによるリクエストに限定していた。この手紙やハガキは、番組中に司会陣がゲスト歌手たちとトークをする際の素材としても用いられた。

## 放送時間
いずれも日本標準時。通常は金曜日に放送されていたが、回によっては土曜日の放送になる場合もあった。詳細は下記「ゲスト歌手」の一覧を参照。
- 金曜 19:00 - 20:00 （2014年10月10日 - 2016年9月30日）
- 金曜 19:00 - 19:55 （2016年10月7日 - 2017年3月31日） - ミニ番組『今夜のオススメ』の放送開始によって縮小。

## 出演者

### レギュラー出演者
- 司会：牧原俊幸（フジテレビアナウンサー）、三雲孝江（フリーアナウンサー）
- エンディングアーティスト：保科有里

## スタッフ
- 企画：立本洋之
- 監修：玉井貴代志
- 構成：渡邉賢史、亀津裕介
- 音楽：鈴木豪
- TP：山本真吾
- SW：障子川雅則
- CAM：若林茂人
- VE：藤崎康広
- LD：小熊豊
- AUD：吉永哲也
- アドバイザー：松永英一
- 編集：峯村憲輝
- MA：小田島真美
- 音響効果：飯濱聡、手塚正志
- 技術協力：fmt、IMAGICA、第一音響、サンフォニックス、明光セレクト
- 美術プロデュース：森健彦
- デザイン：きくちまさと
- 美術進行：村瀬大
- アクリル装飾：石橋誉礼
- 大道具営業：三瓶一美
- 大道具操作：島田秀樹
- 電飾：田中信太郎
- メイク：山田かつら
- 美術協力：フジアール
- 広報：村石花奈実
- TK：石井成子
- デスク：菅井ゆかり、水田さおり
- ディレクター：坂田祐三、山嵜哲矢
- プロデューサー：柏村信輔、鈴木仁美
- プロデューサー・演出：菅野貴志
- チーフプロデューサー：小西康弘
- 制作協力：フジパシフィックミュージック、ビー・ブレーン、ビーフィット
- 制作著作：BSフジ